# Raúl Vallejo Suárez
Raúl Vallejo Suárez (León, España, 25 de agosto de 1996) es un futbolista español. Actualmente juega en el Palencia CF, de la Tercera Federación como medio campo-mediocentro.

## Trayectoria
Ha pasado por clubes como el CD La Virgen del Camino, el Atlético Astorga y el CD Numancia B.
El 4 de julio de 2019, llega libre al Zamora Club de Fútbol firmando por 1 temporada.

## Clubes
| Club                    | País   | Año       |
| ----------------------- | ------ | --------- |
| CD La Virgen del Camino | España | 2015-2016 |
| Atlético Astorga        | España | 2016-2017 |
| CD Numancia B           | España | 2017-2019 |
| Zamora CF               | España | 2019-2023 |
| Palencia CF             | España | 2023-act. |